# Rytmus (hudba)
Rytmus je, podle jedné z definic, průběžné uspořádání členitých útvarů, jež má pravidelným návratem podstatných rysů vyvolávat i ukájet potřebu dát se do pohybu spolu s ním. Ottův slovník naučný nové doby zdůrazňuje, že rytmus má svoji stránku trvání a stránku přízvuku, jež nelze od sebe oddělit, a zdůrazňuje nesmírnou rozmanitost jejich kombinací. Podobných definic existuje velké množství, O. L. Forel[ujasnit] jich v roce 1920 napočítal kolem padesáti. To ukazuje, že výklad fenoménu rytmu není jednoduchý a je přímo závislý na kontextu (souvislostech jeho užití).
Zcela obecně v hudbě představuje rytmus jakýsi časový design. Patří sem nejenom způsob jakým na sebe jednotlivé tóny navazují, tj. jak znějí jeden za druhým, ale platí i pro ostatní vztahy jako například krátký-dlouhý, rychlý-pomalý, zdůrazněný-nedůrazný, hlasitý-tichý apod.
Rytmus hraje důležitou úlohu v hudbě, ale i v tanci, řeči, zejména básnické, a v mnoha jiných situacích člověka i přírody kolem něho.

## Původ slova
Řecké slovo rhythmos znamená plynutí a odvozuje se od slovesa rhein téci, plynout, což obojí lze cítit ve významovém základu slova rytmus, rytmický. Řecké označení lehké a těžké doby v uspořádání metra naznačuje spojitost s chůzí a tancem: arsis znamená „zvednutí“ (lehká doba) a thesis „položení“ (těžká doba). Souvislost s fyziologickými rytmy dávají slovu náplň antropologickou. Evropské jazyky převzaly řecké slovo "rytmus" pro dynamické dění vyznačující se jistou pravidelností, která však nemívá jednoduchý kauzální výklad.

## Rytmus, tempo a pohyb
Vnímání rytmu souvisí s tělesnými funkcemi. Rytmicky pracuje srdce, více nebo méně pravidelné rytmy pozorujeme při vdechu a výdechu, při chůzi, o některých pravidelně uspořádaných pracovních činnostech říkáme, že jsou rytmické nebo rytmizované apod. Jsou-li tyto činnosti fázovány do jednotek (pohybových pulzů - např. chůze "pravá" - "levá"), vyjadřujeme pravidelnou frekvenci jejich střídání (P - L - P - L) termínem tempo. Končetina se pohybuje v prostoru určitou rychlostí, pravidelné návraty podnětu (opakování pohybu končetiny, úderu prstem na klávesu) se pro nás (psychologie) dějí v určitém tempu. 

### Rytmus v hudbě
Hudba si pro různá tempa vytvořila italskou stupnici s termíny jako "andante", "allegro" atd.). Tempo, které vnímáme jako „střední“ nebo neutrální (ani rychlé, ani pomalé), má blízko ke klidovému tepu srdce (70 až 80 tepů za minutu). Počáteční rozvoj průmyslové společnosti a nadcházející éra strojů nabídly skladatelům počínaje obdobím vídeňského klasicismu možnost užít strojku k stanovení základního rytmu v hudbě. Mälzelův metronom umožňuje orientačně stanovit frekvenci počítacích dob, např. M.M. čtvrtka=120, tj. čtvrťové hodnoty v dané skladbě odpovídají nastavení kyvadla na přístroji a za minutu jich odplyne 120.
Elementární poučení o rytmu v hudbě, jeho záznamu prostřednictvím notového písma a dalších s ním spojených termínech (počítací doba, pomlka, metrum, takt, synkopa, tečkovaný rytmus, polyrytmie aj.) obsahuje všeobecná nauka o hudbě.